# Glinsk Castle
Glinsk Castle (irisch Caisleán Ghlinsce) ist die Ruine eines Tower House im Dorf Glinsk im irischen County Galway. Es liegt auf halbem Wege zwischen den Dörfern Creggs und Ballymoe im Tal des Suck. Die Burgruine gilt als National Monument.

## Geschichte
Glinsk Castle wurde Mitte des 17. Jahrhunderts errichtet (Baubeginn: um 1628) und soll die letzte Burg sein, die in Irland errichtet wurde. Es war der Sitz der Barone Burke von Glinsk. Schon bald nach ihrer Errichtung brannte die Burg aus und war fortan eine gut erhaltene Ruine. Im Jahre 1829 beschrieb der irische Schriftsteller Skeffington Gibbon die Burg als „schrecklichen, dachlosen Haufen, von einer Kolonie Ratten heimgesucht“.

## Beschreibung

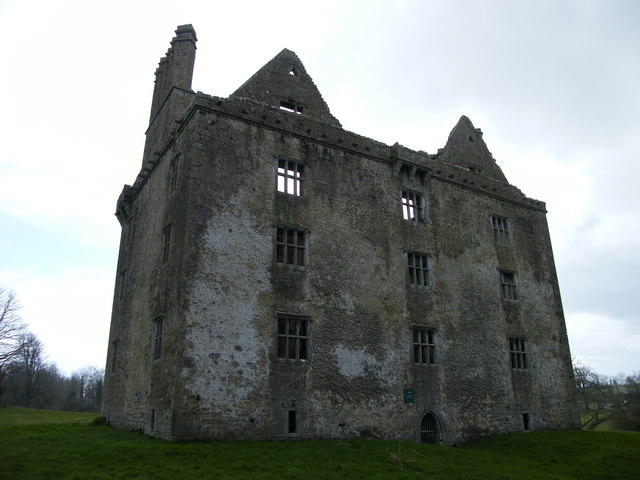
Die Burgruine aus einem anderen Blickwinkel

Das Tower House steht auf einem erhöhten Kalksteinplateau. Man kann von dort aus alle fünf Countys von Connacht überblicken: Galway, Mayo, Sligo, Leitrim und Roscommon.
Die Burg hat einen rechteckigen Grundriss. Zwei Türme springen auf der Südseite hervor. Sie hat zwei Kamine, ein jeder davon mit fünf Zügen. Die Fenster sind gekuppelt und haben Klagefiguren. An Verteidigungseinrichtungen weist Glinsk Castle Schießscharten, Scharwachttürme und hohe Fundamente auf. Ursprünglich war es von einer Einfriedungsmauer mit Tourellen umgeben, aber davon ist heute nur noch wenig erhalten.